# Pożyczalscy
Pożyczalscy (ang. The Borrowers, 1997) – amerykańsko-brytyjski film familijny nakręcony na podstawie powieści Mary Norton.

## Obsada
- John Goodman – Ocious P. Potter
- Mark Williams – Eksterminator Jeff
- Jim Broadbent – Pod Clock
- Celia Imrie – Homily Clock
- Flora Newbigin – Arrietty ’Ett’ Clock
- Tom Felton – Peagreen Clock
- Raymond Pickard – Spud Spiller
- Bradley Pierce – Pete ’Petey’ Lender
- Aden Gillett – Joe Lender
- Doon Mackichan – Victoria Lender
- Hugh Laurie – Policjant Steady

i inni

## Wersja polska
Opracowanie wersji polskiej: Start International Polska

Reżyseria: Ewa Złotowska

Dialogi polskie: Maria Etienne

Dźwięk i montaż: Hanna Makowska

Kierownik produkcji: Elżbieta Araszkiewicz

W wersji polskiej udział wzięli:
- Dominika Ostałowska – Arietka
- Jonasz Tołopiło – Groszek
- Beata Kawka – Morałka
- Włodzimierz Press – Strączek
- Marek Obertyn – Potter
- Karina Szafrańska – Wiktoria
- Wojciech Machnicki – Joe
- Arkadiusz Jakubik – Jeff
- Artur Pontek – Spiler

W pozostałych rolach:
- Mirosława Niemczyk
- Ewa Serwa
- Jarosław Boberek
- Marek Frąckowiak
- Paweł Galia
- Jan Kulczycki
- Józef Mika

oraz:
- Artur Kaczmarski – Steady

i inni
Lektor: Roch Siemianowski